# Darisleydis Amador
Darisleydis Amador Rodríguez (1 de enero de 1988) es una deportista cubana que compitió en piragüismo en la modalidad de aguas tranquilas. Ganó tres medallas en los Juegos Panamericanos en los años 2007 y 2011.

## Palmarés internacional
| Juegos Panamericanos | Juegos Panamericanos    | Juegos Panamericanos | Juegos Panamericanos |
| Año                  | Lugar                   | Medalla              | Competición          |
| -------------------- | ----------------------- | -------------------- | -------------------- |
| 2007                 | Río de Janeiro (Brasil) | Medalla de oro       | K4 500 m             |
| 2011                 | Guadalajara (México)    | Medalla de plata     | K1 200 m             |
| 2011                 | Guadalajara (México)    | Medalla de bronce    | K4 500 m             |